# 集合精神 (サイエンス・フィクション)
集合精神 (英: group mind) または集合自我 (英: group ego) は、サイエンス・フィクション (SF)  に登場する概念であり、複数の個体がひとつの意識を共有している状態を意味する。

## 概要
その起源は定かではないが、少なくともオラフ・ステープルドンの『最後にして最初の人類』（1930年）まで遡ることができる。集合精神は、人々が脳と脳を何らかの手段で直結する通信方法を入手するなど人工的なテレパシー（telepathy）によって形成される場合もある。ハイブマインド（hive mind）は集合精神の一種であるが、各個体の個性がほぼ完全に失われている点が特徴とされる。SF小説で描かれる集合精神はハイブマインドであることが多い。集合精神やハイブマインドの概念はアリやハチの実在する超個体の知性版と見ることができる。

## ハイブマインドの例
ハイブマインドでは、集団を構成する個体の個性や自我がほぼ完全に失われている。ハイブ（群れ）を構成する個体はそれぞれ異なる機能を担うよう役割分担が特化されており、これは社会性昆虫に似ている。
- 『幼年期の終り』（アーサー・C・クラーク） - オーバーマインドに参加した子供たち
- 『マイノリティ・リポート』（フィリップ・K・ディック） - プレコグ
- 『宇宙の戦士』 （ロバート・A・ハインライン） - アラクニド・バグズ
- 「エンダーシリーズ」（オースン・スコット・カード） - フォーミック（バガー）
- 「スタートレックシリーズ」 - ボーグ
- 『遠き神々の炎』（ヴァーナー・ヴィンジ） - 鉄爪族
- 『マジック:ザ・ギャザリング』 - スリヴァー
- 『ダイヤモンド・エイジ』（ニール・スティーヴンスン） - ドラマーズ
- 『ウルトラマンダイナ』 - スフィア
- 『バフィー ～恋する十字架～』 - ブリンガー
- 『マトリックス』シリーズ - センチネル
- 『ウルトラマンコスモス』 - カオスヘッダー
- 「ヘイローシリーズ」 - フラッド
- 『デルトラ・クエストI うごめく砂』 - Sand Beasts
- 『スターフォックス アサルト』 - アパロイド
- 『DEAD SPACE』 - Hive Mind
- 『魔法少女まどか☆マギカ』 - キュゥべえ（インキュベーター）
- 『グリモア〜私立グリモワール魔法学園〜』 - 霧の魔物
- 『仮面ライダー×仮面ライダー ドライブ&鎧武 MOVIE大戦フルスロットル』 - 機械生命体メガヘクス
- 『ファイナルファンタジーXI』 - アンティカ族
- 『テラフォーマーズ』 - テラフォーマー

## その他の例
ハイブマインド以外の集合精神では、個体が個性を保持しているか、必要に応じて集合精神に入ったり出たりする。ただし、『スタートレック』のボーグも同様の挙動を示すことがあり、境界はあいまいである。
- 「レンズマンシリーズ」（E・E・スミス） - アリシア人
- 「ファウンデーションシリーズ」（アイザック・アシモフ） - ガイア (Gaia) およびギャラクシア (Galaxia)
- 『人間以上』（シオドア・スタージョン） - テレパシーを持つ天才児
- 『メトセラの子ら』（ロバート・A・ハインライン） -  Little People
- 「ローダンシリーズ」 - それ
- 『伝説巨神イデオン』 - イデ
- 『装甲騎兵ボトムズ』 - ワイズマン
- 『スタートレック:ディープ・スペース・ナイン』 - 創設者は「偉大なるつながり」（Great Link）に接続した状態では集合精神を形成する。
- 『新世紀エヴァンゲリオン劇場版 Air/まごころを、君に』 - ラストにおける全人類
- 『Serial experiments lain』 - 作中で語られる人類の未来像
- アレステア・レナルズの一連の作品 - 連接脳派
- 『攻殻機動隊 S.A.C. 2nd GIG』 - クゼ・ヒデオ
- 『バイオハザード4』 - プラーガとそれに支配されたガナードたち
- 『アッチェレランド』（チャールズ・ストロス） - フランクリン集成（コレクティブ）
- 『さよなら絶望先生』 - ２のへ組生徒（風浦可符香）
- 『機動戦士ガンダムUC』 - 全体
- 『ヒロイック・エイジ』 - 黄金の種族や銀の種族
- 『メイドインアビス』 - ボンドルド
- 『劇場版 魔法少女まどか☆マギカ [新編] 叛逆の物語』 - 円環の理
- 『PSYCHO-PASS サイコパス』シリーズ - シビュラシステム
- 『ヴェノム』シリーズ等 - ヴェノム
- 『銃夢』 - 世界を統制する電脳「メルキゼデク」は全人類の脳に埋め込まれた装置により情報を収集するグリッドコンピューティング。
- 『ゲッターロボサーガ』 - ゲッター線は進化と命を司る存在となっており、死とはゲッター線に取り込まれていくということとなる。